# زمین‌لرزه ۲۰۰۸ دودکیکنیز
زمین‌لرزه دودکیکنیز  در تاریخ ۱۵ ژوئیه ۲۰۰۸ میلادی، برابر با ‎۲۵ تیر ۱۳۸۷، ساعت ۰۳:۲۶:۳۴٫۷ به زمان یوتی‌سی در یونان ، منطقه دودکیکنیز رخ داد.ژرفای این زلزله ۵۲٫۰ کیلومتر بود. بزرگی آن ۶٫۴ در مقیاس Mw بدست آمده‌است.
پروژهٔ «تنسور گشتاور مرکزوار» پارامتر زمان مرکزوار زمین‌لرزه را با اختلاف ۵٫۱ ثانیه نسبت به زمان مرجع بالا و مختصات مرکزوار را در ۳۵°۴۰′شمالی ۲۷°۴۱′شرقی / ۳۵٫۶۷°شمالی ۲۷٫۶۹°شرقی محاسبه کرده، همچنین، ژرفا در ۴۲٫۲ کیلومتر بدست آمده‌است. در این محاسبات زاویه‌های (راستا، شیب، ریک) گسل سازندهٔ زمین‌لرزه و صفحه عمود بر آن برابر با (°۳۵۷، °۵۵، °-۱۶۹) یا (°۲۶۱، °۸۱، ° -۳۶) حاصل شده‌است.